# Johann August Beninga-Kettler
Johann August Beninga-Kettler (* 22. Mai 1798 in Grimersum; † 24. Oktober 1837 in Aurich) war ein deutscher Jurist und Politiker.

## Leben
Als Sohn eines Gutsbesitzers geboren, studierte Beninga-Kettler Rechtswissenschaften in Göttingen. Während seines Studiums war er 1817 einer der Stifter des Corps Frisia Göttingen.
Nach seinem Studium arbeitete er als Kanzlei-Auditor und 1822 als Kanzlei-Assessor. 1824 wurde er Wirklicher Justizrat in Aurich und Mitglied des Konsistoriums, für welches er 1832 Mitglied der Zweiten Kammer der Hannoverschen Ständeversammlung wurde.